# Chabrey–Pointe de Montbec I
Chabrey–Pointe de Montbec I est le nom d'un site palafittique préhistorique des Alpes, situé sur les rives du lac de Neuchâtel, à proximité du village de Chabrey, commune de Vully-les-Lacs, dans le canton de Vaud, en Suisse.

## Description
Le site a été classé le 27 juin 2011 au patrimoine mondial de l'UNESCO avec 110 autres sites lacustres du Néolithique dans les Alpes. Il est également inscrit comme bien culturel suisse d'importance nationale.
Le site, situé dans un environnement naturel préservé, est une vaste station du Bronze final. La structure architecturale est très régulière avec des bâtiments disposés perpendiculairement à la rive et protégés par un système quadrangulaire de palissades (100 x 70 m). On distingue au moins deux phases de constructions. Dans le lac, se trouvent les pilotis encore bien préservés, ils sont en relation avec une strate archéologique déposée au large du rivage.